# 2004 KK19
2004 KK19, também escrito como 2004 KK19, é um objeto transnetuniano que está localizado no Cinturão de Kuiper, uma região do Sistema Solar. Este corpo celeste é classificado como um cubewano. Ele possui uma magnitude absoluta de 7,2 e tem um diâmetro estimado com 160 km.

## Descoberta
2004 KK19 foi descoberto no dia 24 de maio de 2004 pelo Canada-France Ecliptic Plane Survey.

## Órbita
A órbita de 2004 KK19 tem uma excentricidade de 0,142 e possui um semieixo maior de 42,528 UA. O seu periélio leva o mesmo a uma distância de 36,506 UA em relação ao Sol e seu afélio a 48,550 UA.